# 학원 본좌전
《학원 본좌전》은 2008년에 MBC GAME에서 방송된 오디션 프로그램이다. 최초이가 우승을 차지했다.